# Ciro Imparato

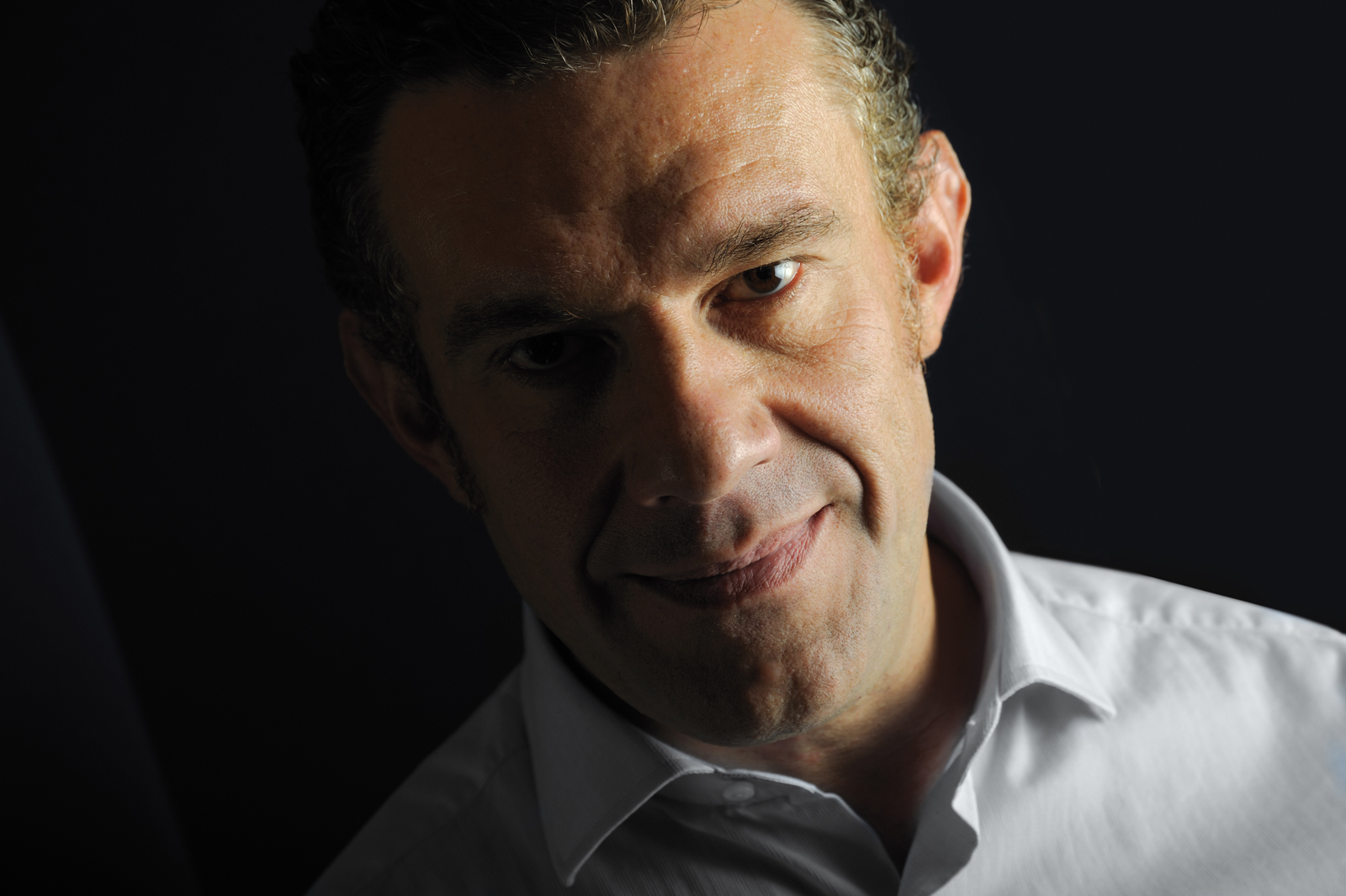
Ciro Imparato

Ciro Imparato (Torino, 15 dicembre 1962 – Torino, 18 marzo 2015) è stato un doppiatore e scrittore italiano.

## Biografia
Allievo del Centro D - Scuola di Dizione, doppiaggio e adattamento dialoghi, è stato un membro dell'Associazione Doppiatori Attori Pubblicitari.
Voice coach per oltre trent'anni, era considerato un esperto di comunicazione verbale e non verbale.
È morto a causa di una neoplasia il 18 marzo 2015, all'età di 52 anni.

## Opere
- Il manuale del lettore, 1997 Elledici, ISBN 978-88-01-00894-4
- La tua voce può cambiarti la vita, 2009 Sperling&Kupfer, ISBN 978-88-200-4719-1
- La voce verde della calma, 2013 Sperling&Kupfer, ISBN 978-88-6061-868-9
- Solo applausi, 2013 Sperling&Kupfer, ISBN 978-88-200-5413-7

## Conduzioni TV e radio
- ABC parlare con i piccoli (Emittente Sky Easy Baby, dal 2011 in poi)
- 24ore.tv, voce di rete
- Rete4, voce di rete
- Studio Aperto - La Giornata (Italia 1)
- Frontiere dello Spirito (Canale 5)

## Filmografia
- Cuori rubati – serie TV, 6 episodi (2002)

## Doppiaggio

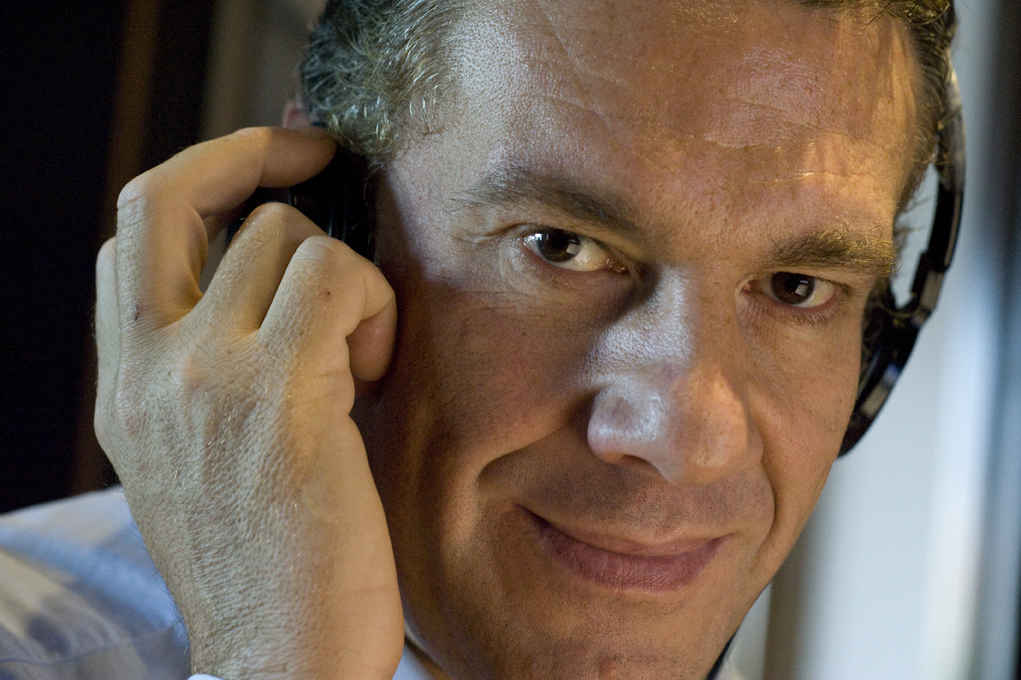
Ciro Imparato in studio di registrazione.

### Cinema
- Roberto Malone in Operazione Casting

### Serie televisive
- Dragon Ball Z (Capo Anziano)[6]
- Donkey Kong Country (Inka Dinka Doo)[7]
- Max Steel (Durham)[8]

### Film d'animazione
- Aida degli alberi (Diaspron)[9]

### Documentari
- Sense of Wonder - Ai piedi del colosso (Narratore)[10]

### Videogiochi
- Age of Empires II: The Age of Kings[11] (Enrico il Leone: narratore campagna di Federico Barbarossa)
- Microsoft Flight Simulator X (Istruttore di volo)
- Le avventure di Lupin III: Il tesoro del Re Stregone[12] (Theodore Hannewald)
- Sly Raccoon (Panda King)
- Soulbringer (Barthelago)
- Imperivm: La guerra gallica[13] (Ogox; Degedyc; Dahram; Thoric; Rulinix; Vigorius)
- Imperivm: Le grandi battaglie di Roma[14] (Maestro; Gladiatore; Pretoriano; Velite; Highlander; Lanciatore d'asce; Druidi)
- Crash Nitro Kart[15] (Imperatore Velo XXVII)
- Sacred Underworld[16] (Gargaduk; Subkari Ceriri; Fingoniel)
- Command & Conquer: Generals[17] (Cannone quadruplo; Lanciatore Scud; Dirottatore)
- Mortal Kombat: Shaolin Monks[18] (Scorpion; Jax Briggs; Voce narrante)
- Max Payne 2 - The Fall of Max Payne[19]
- Warcraft III - Reign of Chaos[20] (Mal'Ganis; Re dei Lich; Sciamano; Ombra; Emissario; Lavoratore)
- Aliens vs. Predator 2[21] (Duke)
- Ty la tigre della Tasmania[22] (Nandu-Kili; Ranger Ken)
- La Cosa (Collins, Dixon, Peltola, Soldati nemici)
- God of War II[23] (Re Barbaro, Atlante)
- Lo Hobbit[24] (Bombur)
- Stranglehold (Vladimir Zakarov)[25]
- Syphon Filter 2 (Vincent Hadden, Derek Falkan)[26]
- Syphon Filter 3 (Vincent Hadden)[27]
- Age of Mythology (Gargarensis; Ulisse)
- The Movies (DJ Randy Shaw)[28]
- Barbie Detective: Il mistero del Luna Park[29] (Bart Franklin)
- SWAT 4 (Allen "Python" Jackson)[30]
- Codename: Panzers Phase I[31] (Voce Narrante campo d'addestramento e Soldati)
- Codename: Panzers Phase II[32] (voce Narrante campo d'addestramento e Soldati)
- OverBlood 2
- God of War: Chains of Olympus[33] (Atlante)
- Hogs of War[34] (Soldati)
- Hulk[35] (Il Matto)

## Riconoscimenti

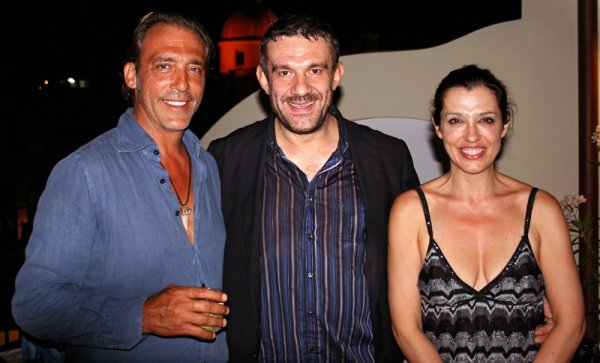
Luca Ward, Ciro Imparato e Monica Ward al Leggio d'Oro 2009.

- Melvin Jones Fellow “For Dedicated Humanitarian Services Lions Clubs International Foundation” attribuito dal Lions Club Torino Sabauda
- Premio del pubblico alla VI edizione del Leggio d’Oro (2009)[36]